# Жоффруа II де Туар

Виконтство Туар на карте Франции

Жоффруа II (фр. Geoffroy II de Thouars; ок. 1000—1055/1058) — 10-й виконт Туара (1015—1055).

## Биография

### Правление
Сын Савари III. Наследовал дяде Раулю I.
Вёл многолетнюю феодальную войну с Гуго IV де Лузиньяном. Около 1030 года был заключен мирный договор, согласно которому Жоффруа II в обмен на 40 000 су возвращал все захваченные земли.
9 сентября 1033 года вместе с анжуйским графом Жоффруа II Мартеллом в битве при Монконтуре разбил войска аквитанского герцога Гильома VI Толстого, который попал в плен.
Незадолго перед смертью Жоффруа II постригся в монахи в монастыре Сен-Мишель-ан-Лерм.

### Семья
Жена (1020/1025) — Элеонора, возможно, дочь Эда I де Блуа. Дети:
- Эмери IV (убит 1093), виконт Туара
- Савари IV (ум. 1060/1066), виконт Туара
- Жоффруа
- Рауль
- Гонория